# クルト・ザンデルリング
クルト・ザンデルリング（Kurt Sanderling, 1912年9月19日 - 2011年9月18日）は、ドイツの指揮者。

## 人物・来歴
東プロイセンのアリス（現在のポーランド・ヴァルミア＝マズールィ県オジシュ）に生まれた。幼い頃から音楽に興味を示し、10歳でケーニヒスベルク（現ロシア領カリーニングラード）のギムナジウムに通い、音楽を学び始めた。
1931年にベルリン市立歌劇場のコレペティートルとして音楽家としてのキャリアをスタートさせた。しかしナチスが勢力を拡大すると、親がユダヤ人であった彼はドイツ国籍を剥奪され、1935年におじが在住していたソビエト連邦に亡命した。同国ではモスクワ放送交響楽団でジョルジュ・セバスティアンのアシスタントとして研鑚を積んだ。
1937年にモスクワでモーツァルトのオペラ『後宮からの誘拐』を指揮してデビューした。1939年にはハリコフ・フィルハーモニー管弦楽団の首席指揮者に就任した。1941年にレニングラート・フィルハーモニー交響楽団の第一指揮者に就任し、エフゲニー・ムラヴィンスキーの下でさらに研鑚を積んだ。このソ連滞在中にドミートリイ・ショスタコーヴィチと知り合い、親交を結んだ。1958年のレニングラート・フィルの初訪日公演では指揮者の一人として日本を訪れた。
その後、1960年に東ドイツ政府に請われて帰国し、ベルリン交響楽団の芸術監督、首席指揮者に就任、短期間のうちにこの歴史の浅いオーケストラを同国屈指のレベルにまで鍛え上げた。1964年から1967年まではシュターツカペレ・ドレスデンの首席指揮者も兼務した。
1965年にザルツブルク音楽祭にデビューし、西側でも広くその名を知られるようになった。1972年には健康の衰えの見られたオットー・クレンペラーを補佐する要請を受け、フィルハーモニア管弦楽団の首席客演指揮者に就任した。後に同楽団からは名誉指揮者に任命された。
1973年のシュターツカペレ・ドレスデンの来日公演では、すでに首席の座を離れていたにもかかわらず、メインの指揮者として帯同した。その後もたびたび来日し、1976年、1978年、1980年、1990年には読売日本交響楽団を客演指揮し、同楽団から名誉指揮者に任じられた。
1977年にはベルリン響のポストを退いたが、同楽団とは以後も終身客演指揮者、名誉指揮者として緊密な関係を保った。その後はフリーの立場で精力的な活動を続けた。
2002年に高齢を理由に指揮活動からの引退を表明、5月19日の引退演奏会でベルリン響を指揮してブラームスの「ハイドンの主題による変奏曲」、モーツァルトのピアノ協奏曲第24番（共演は内田光子）、シューマンの交響曲第4番を演奏し、自らの指揮活動に幕を降ろした。

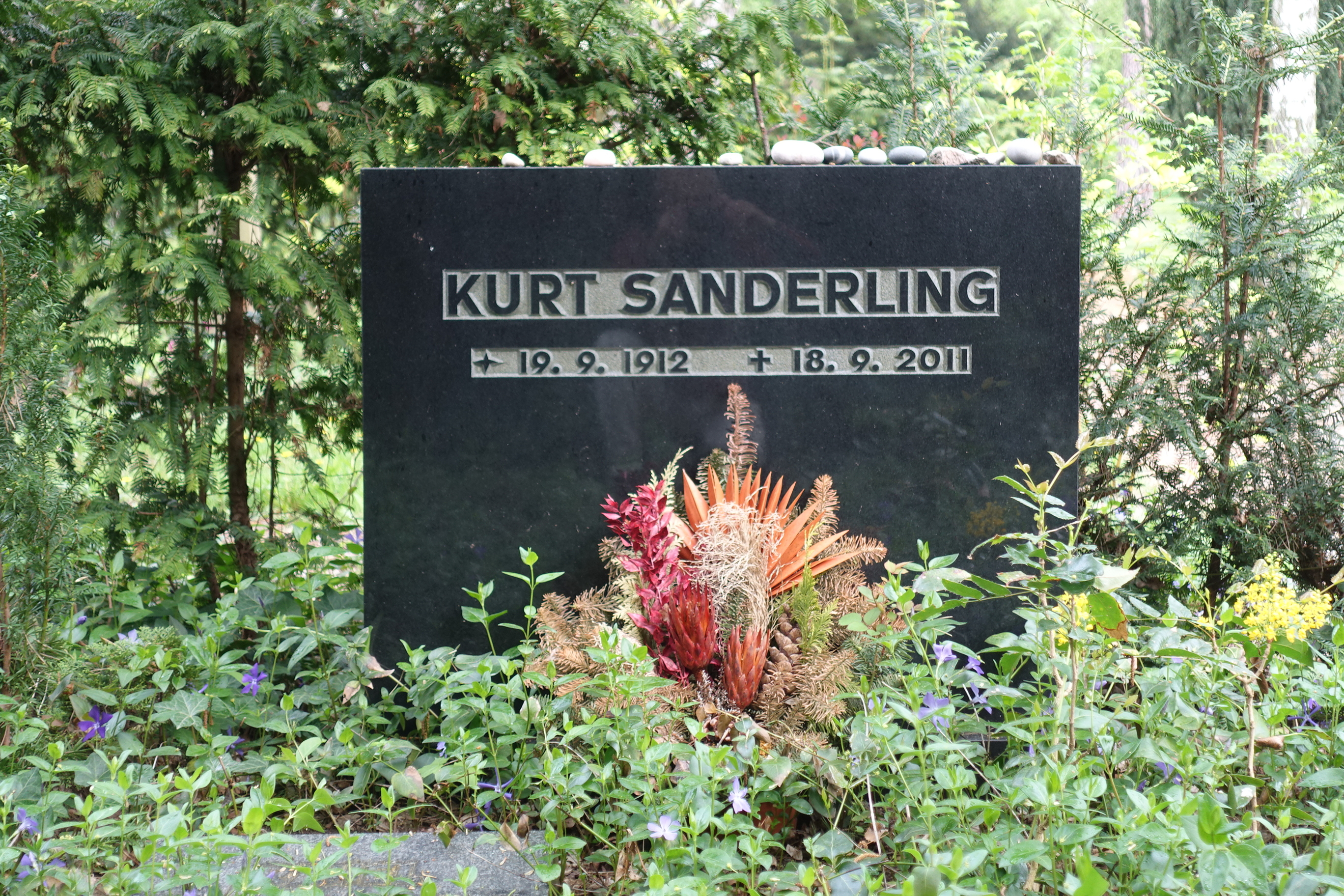
ザンデルリングの墓

2011年9月18日、自身の誕生日の前日にベルリンで死去した。98歳没。死因は老衰とみられる。

### 家族・親族
息子のトーマス、シュテファンはともに指揮者、ミヒャエルはチェリストで指揮者である。

## 音楽
ブラームスやブルックナーなどの独墺系の音楽、及びチャイコフスキーや直接の親交を持ったショスタコーヴィチなど第二の故郷ともいうべきロシア・ソ連の音楽を得意とした。作曲者の没後しばらくはほとんど評価されていなかったラフマニノフの交響曲を、最も早い時期からレパートリーに取り入れていた指揮者の一人でもある。マーラーの交響曲第10番をデリック・クックによる補筆完成版に独自の校訂を施して演奏したことや、独墺系の指揮者が取り上げることの比較的少ないシベリウスの交響曲を独自の解釈で聴かせたことでも知られる。
しかし活動の中心が旧東側主体であったこと、録音に積極的でなかったためにメジャー・レーベルの録音が少ないことから、実力がなかなか知られなかった。
録音は、主としてベルリン響やシュターツカペレ・ドレスデンを指揮したものがDENONやBERLIN Classicsから出ている。引退演奏会の録音はHarmonia Mundiから発売されたボックスセットに収録されている。

## 表記について
日本では、姓はザンデルリンクと表記されることが多い。ドイツ語では語末の有声子音が無声化するという原則からの類推であろうが、実際には‘-ng’の発音は喉の奥でくぐもった軟口蓋鼻音、いわゆる鼻濁音になるためザンダーリンに近い発音になる。ただし、クルトの息子トーマスが音楽監督を務めた大阪交響楽団の公式サイトを含む各文書ではザンデルリンクの表記を採用している。